# Ampelophaga khasiana
Ampelophaga khasiana là một loài bướm đêm thuộc họ Sphingidae. Nó được Rothschild miêu tả năm 1895. Nó được tìm thấy ở Nepal, northestern Ấn Độ (Sikkim) tới miền trung Trung Quốc.
Sải cánh dài 80–102 mm.
Ấu trùng ăn Vitis.và Saurauia nepalensis ở Ấn Độ.